# Cronologia della guerra d'indipendenza americana
Cronologia dei principali avvenimenti della guerra di indipendenza americana
- 1760
  - 8 settembre - Pierre de Rigaud, governatore della Nuova Francia, capitola al Field Marshal Jeffrey Amherst. Ciò pone una fine ai numerosi combattimenti della guerra franco-indiana tra Francia e Gran Bretagna. Amherst diventa così il primo governatore britannico dei territori che in seguito faranno parte dell'Ohio e dell'Illinois, ad ovest delle colonie americane.
  - 23 ottobre - Re Giorgio II muore a Kensigton Palace all'età di 76 anni. Gli succede il nipote Giorgio III, ai tempi 22enne.
- 1761
  - I contadini del New England emigrano in Nuova Scozia, Canada, per prendere possesso delle terre lasciate libere dopo la grande deportazione degli acadiani.
- 1763
  - 10 febbraio - Il Trattato di Parigi pone formalmente fine alla guerra franco-indiana. La Francia cede molti dei suoi territori in Nord America alla Gran Bretagna, ma la Louisiana ad ovest del Mississippi è ceduta alla Spagna.
  - Avendo preso accordi con i francesi i nativi americani originari della zona dei Grandi Laghi resistono alle politiche inglesi di Amherst. La ribellione di Pontiac comincia, durando fino al 1766.
  - 7 ottobre - Il proclama reale di re Giorgio del 1763 stabilisce l'amministrazione nei territori appena ceduti dalla Francia. Per evitare ulteriori violenze tra coloni e nativi americani il proclama stabilisce un confine occidentale sulle colonie americane.
  - Gli atti di navigazione vengono nuovamente applicati da George Grenville come parte del suo tentativo di riaffermare il controllo economico unificato sull'impero britannico dopo la guerra dei sette anni.
- 1764
  - 5 aprile e 1 settembre - Il Sugar Act destinato ad aumentare i ricavi, e il Currency Act che vieta alle colonie di emettere moneta cartacea, sono approvati dal Parlamento. Questi atti, conseguenza della crisi economica che seguì la guerra franco-indiana, sono risentiti dai coloni e portano a proteste.
- 1770
  - 5 marzo - Massacro di Boston: 5 civili vengono sterminati dalla British Army (truppe dell'Impero Britannico)
- 1771
  - 16 maggio - Battaglia di Alamance nel Nord Carolina.
- 1772
  - Samuel Adams organizza i comitati di corrispondenza.
  - 9 giugno - Gaspee Affair.
- 1773
  - 10 maggio - Il parlamento approva il Tea Act.
  - 15 dicembre - Associazione dei Sons of Liberty in New York promulgata dai Sons of Liberty locali.
  - 16 dicembre - Boston Tea Party.
- 1775
  - 18 aprile - A Concord (Massachusetts) le truppe britanniche della guarnigione di Boston incontrano una forte resistenza dei miliziani delle colonie. Nella notte Paul Revere, cavalcando da Boston, spia i britannici, fornendo così informazioni essenziali agli americani.
  - 19 aprile - A Lexington e Concord vi sono i primi scontri tra britannici e americani, vinti da quest'ultimi: è iniziata ufficialmente la guerra.
  - 10 maggio - Gli americani di Ethan Allen conquistano Fort Ticonteroga.
  - 31 maggio - Il Congresso costituisce l'Esercito Continentale.
  - 15 giugno - George Washington, ricco proprietario e piantatore della Virginia, viene nominato generale comandante dell'Esercito Continentale.
  - 17 giugno - Battaglia di Bunker Hill: vittoria tattica britannica di Lord Howe, ma ottenuta a prezzo di ingenti perdite.
  - 13 ottobre - Washington annuncia di aver catturato tre navi britanniche e di aver ricevuto l'ordine dal Congresso Continentale di catturare le altre a Boston, con questo evento nasce la Marina Statunitense.
  - 13 novembre - Conquista americana di Montréal.
  - 31 dicembre - Sconfitta americana a Québec.
- 1776
  - Il New Hampshire ratifica la prima costituzione di Stato indipendente
  - 9 gennaio - La Gran Bretagna conclude un trattato con il Ducato di Brunswick per la fornitura di circa 4.000 soldati da inviare in America
  - 10 gennaio - Thomas Paine pubblica Common Sense.
  - 15 gennaio - La Gran Bretagna conclude un trattato con il Langravio di Assia-Kassel che prevede l'impiego di un corpo di spedizione di 12.000 mercenari, i cosiddetti "assiani", in America.
  - 27 febbraio - Battaglia di Moore's Creek Bridge: le truppe lealiste americane inviate da Boston per invadere la Carolina del Nord vengono fermate e sconfitte dai miliziani a Wilmington, nella località di Moore's Creek Bridge: il tentativo britannico di riconquista delle colonie meridionali viene temporaneamente bloccato.
  - 17 marzo - I britannici evacuano via mare Boston dopo i bombardamenti dell'artiglieria americana.
  - 30 giugno - Sbarco di un grande corpo di spedizione anglo-tedesco al comando del generale William Howe nell'isola di Staten Island, nella regione di New York.
  - giugno/agosto - Burgoyne e Carleton sono respinti a nord.
  - 4 luglio - Viene approvata la Dichiarazione d'Indipendenza degli Stati Uniti.
  - 9 luglio - A New York i rivoltosi abbattono e distruggono la statua equestre di Re Giorgio III dopo di che ne gettano i pezzi nel fiume Hudson: alcuni di essi verranno poi recuperati nei due secoli seguenti.
  - 22-29 agosto - Battaglia di Long Island:  vittoria delle truppe anglo-tedesche del generale Howe.
  - 29 agosto - Lord Howe sconfigge al Monongahela le truppe di Washington.
  - 21 settembre - New York viene distrutta da un terribile incendio le cui cause sono rimaste ingnote: i britannici accusano gli americani di avere volontariamente semi - distrutto la città per costringerli ad abbandonarla.
  - 25 ottobre - Battaglia delle Harlem Heights, vittoria britannica.
  - 16-28 novembre - Le truppe britanniche e i mercenari assiani conquistano Fort Lee e Fort Washington: gli statunitensi lasciano New York.
  - 28 novembre - Washington conquista New Brunswick nel New Jersey.
  - 3 dicembre - Lord Howe riprende New Brunswick e la occupa fino all'aprile 1777.
  - 25 dicembre - Le truppe di Washington attraversano il fiume Delaware in New Jersey con l'obbiettivo di attaccare a Trenton: l'evento diverrà uno dei punti chiave della guerra.
  - 26 dicembre - Battaglia di Trenton: vittoria statunitense di Washington sul colonnello Rall e le truppe tedesche.
- 1777
  - 2 gennaio - Battaglia dell'Assunpink Creek, vittoria americana.
  - 3 gennaio - Battaglia di Princeton, gli americani riconquistano il New Jersey.
  - 16 agosto - Battaglia di Bennington, il generale Stark sconfigge gli anglo-tedeschi del generale Burgoyne che avanzano su New York.
  - 28 agosto - Sbarco inglese a Filadelfia.
  - 3 settembre - Nella Battaglia di Cooch's Bridge in Maryland, (vinta dai britannici di Howe), viene sventolata per la prima volta la bandiera statunitense a 13 stelle e 13 strisce come le colonie originarie.
  - 5 settembre - Fort Ticonteroga è conquistato dal generale inglese Burgoyne.
  - 11 settembre - Battaglia di Brandywine,  vittoria delle truppe anglo-tedesche dei generali Cornwallis e von Knyphausen, La Fayette è ferito, gli statunitensi abbandonano Filadelfia.
  - 26 settembre - gli inglesi di Howe occupano Filadelfia.
  - 4 ottobre - Battaglia di Germantown vittoria britannica.
  - 7-17 ottobre - Battaglia di Saratoga, vittoria statunitense sul gen. Burgoyne.
- 1778
  - 6 febbraio - Il Regno di Francia entra in guerra, il 17 giugno dichiara guerra alla Gran Bretagna.
  - 11 giugno - I britannici lasciano Filadelfia.
  - 27 giugno - Battaglia di Freehold: vittoria di Washington su Clinton.
  - 28 giugno - Battaglia di Monmouth: il generale Clinton respinge l'attacco delle truppe americane di Washington e del generale Charles Lee.
  - 3 luglio - Battaglia di Wyoming dove il colonnello Zebidon Butler e 340 giovani furono uccisi da parte delle truppe anglo-indiane.
  - 5-6 luglio - Resistenza di New Haven: gli inglesi del gen. Tryon si ritirano.
  - 11 novembre - Massacro di Cherry Valley: gli inglesi del ten. Butler e I. Brant dei Mohawks massacrano 50 coloni.
  - dicembre - I britannici occupano Savannah.
- 1779
  - aprile - Il generale Sullivan sconfigge le Sei Nazioni Irochesi alleate britanniche a Newport-Elmina.
  - 9 maggio - Il Regno di Spagna entra in guerra.
  - 3 luglio - I francesi occupano Grenada.
  - agosto - Paulus Hook (n. Jersey) è conquistata dalle truppe inglesi del mag. H. Lee.
- 1780
  - 23 maggio - I britannici di Clinton occupano Charleston; le truppe americane del generale Benjamin Lincoln si arrendono; la città diviene il principale centro operativo britannico al sud fino al 1782.
  - luglio - Gli inglesi avanzano in Carolina del Sud e sconfinano nella Carolina del Nord.
  - 16 agosto - Battaglia di Camden, netta vittoria britannica del Cornwallis, l'esercito americano guidato dal generale Horatio Gates è distrutto.
  - 7 ottobre - Battaglia di King's Mountain, vittoria americana.
- 1781
  - 17 gennaio - Gli americani del generale Greene sconfiggono la Tory Legion del colonnello Banastre Tarleton nella battaglia di Cowpens.
  - 15 marzo - La Fayette è sconfitto in Virginia e ripiega su Richmond.
  - 17 marzo - A Guilford Court House Greene è sconfitto da Cornwallis.
  - 5 settembre - Battaglia navale della Baia di Chesapeake, i francesi tagliano le vie di rifornimento inglesi in Virginia.
  - 8 settembre - Battaglia di Eutaw Springs tra gli americani del generale Greene e i britannici del generale Alexander Stewart.
  - 28 settembre/18 ottobre - Battaglia di Yorktown, le forze britanniche impegnate nel teatro meridionale si arrendono e abbandonano la piazzaforte.
- 1782
  - 12 aprile - Battaglia navale delle Saintes, le forze navali francesi di de Grasse sono sconfitte da quelle di Rodney.
  - 19 agosto - Battaglia di Blue Licks, la milizia della Virginia viene sconfitta in Kentucky da britannici e Indiani.
  - 30 novembre - Stati Uniti d'America e Regno Unito firmano l'armistizio.
  - 4 dicembre - Charleston è abbandonata dagli Inglesi.
- 1783
  - 3 settembre - Trattato di pace definitivo a Versailles. Gli inglesi lasciano gli Stati Uniti.
  - 10 dicembre - Washington si congeda dall'Esercito Continentale.